# Karacaören-2-Talsperre
Die Karacaören-2-Talsperre (türkisch Karacaören II Barajı) befindet sich im Taurusgebirge 60 km nördlich von Antalya in der türkischen Provinz Burdur.
Die Karacaören-2-Talsperre wurde in den Jahren 1988–1993 als Beton-Gewichtsstaumauer unterhalb der Karacaören-1-Talsperre errichtet und staut den Fluss Aksu Çayı.
Die Talsperre dient der Bewässerung und der Energieerzeugung.
Die Staumauer hat eine Höhe von 49 m und besitzt ein Volumen von 165.000 m³. Der zugehörige Stausee bedeckt eine Fläche von 2 km² und besitzt ein Speichervolumen von 48 Mio. m³.
Die Talsperre dient der Bewässerung einer Fläche von 19.330 ha.
Das talabwärts gelegene Karacaören-2-Wasserkraftwerk (⊙) wird über einen 566 m langen Tunnel vom Stausee mit Wasser versorgt. Das hydraulische Potential beträgt 105,5 m.
Das Kraftwerk verfügt über eine installierte Leistung von 47,2 Megawatt.
Das Regelarbeitsvermögen liegt bei 206 GWh im Jahr.